# Золотий ромб
Золотий ромб — це ромб, діагоналі якого відносяться як  {\displaystyle \varphi \approx 1,618} ( Золотий перетин).

Золотий ромб

## Властивості
Кути золотого ромба дорівнюють:
- Гострі кути: {\displaystyle 2\arctan {\frac {1}{\varphi }}=\arctan 2\approx 63,43495} °
- Тупі кути: {\displaystyle 2\arctan \varphi =\arctan 1+\arctan 3\approx 116,56505} °. Тупий кут золотого ромба має такуж градусну міру як двогранний кут додекаедра .

Відношення сторони золотого ромба до його меншої діагоналі дорівнює:{\displaystyle {\frac {1}{2}}{\sqrt {1+\varphi ^{2}}}={\frac {1}{4}}{\sqrt {10+2{\sqrt {5}}}}\approx 0.95106} .

Якщо довжина строни золотого ромба дорівнює 1, то діагоналі дорівнюють:
{\displaystyle p={\frac {2+2{\sqrt {5}}}{\sqrt {10+2{\sqrt {5}}}}}\approx 1.70130}
{\displaystyle q={\frac {4}{\sqrt {10+2{\sqrt {5}}}}}\approx 1.05146}
Радіус вписаного кола у золотий ромб дорівнює: {\displaystyle r={\frac {p\varphi }{\sqrt {2(5+{\sqrt {5}})}}}} .
Площа золотого ромба: {\displaystyle S={\frac {p^{2}}{1+{\sqrt {5}}}}} . 
Навколо золотого ромба, можна описати Золотий прямокутник.